# المحقق كونان: الهدف الرابع عشر
المحقق كونان: الهدف الرابع عشر (باليابانية: 名探偵コナン 14番目の標的، بالروماجي: Meitantei Konan: Jūyon-banme no Tāgetto) (بالإنجليزية: Case Closed: the Fourteenth Target)‏ هو الفيلم الثاني من سلسلة أفلام المحقق كونان، وقد عرض في أبريل 1998 في اليابان، ثم دبلج للعربية بنفس العنوان في عام 2011 بعد الفيلم الثالث.

## القصة
تدور أحداث الفيلم حول الجرائم المتسلسلة، ويستخدم المجرم من أجلها أوراق اللعب بشكل تنازلي لاختيار ضحاياه بالترتيب، بحيث يحوي اسم الضحية على دلالة لورقة من أوراق اللعب. الضحية الأولى كان المفتش جوزو ميغوري والذي يدل اسمه على الرقم 13 وهو الملك في ورق اللعب، حيث استطاع النجاة بعدما أصيب بواسطة سيف بشبه السيف الموجود بصورة الملك في ورق اللعب. ومن ثم كانت إيري كيساكي والدة ران الضحية الثانية حيث يدل اسم كيساكي على الملكة في ورق اللعب وقد نجت هي أيضاً بعدما تناولت قطعة شوكولاتة مسمومة وقد ألحقت بالعلبة نفس الزهرة الموجودة على صورة الملكة في ورق اللعب. بينما الضحية الثالثة هو البرفيسور هيروشي أغاسا والذي يدل اسم شي على جاك في ورق اللعب، وقد ترك القاتل رمز مالانهاية في مسرح الجريمة للدلالة على جاك في ورق اللعب.
استطاع كونان استخدام هذه التلميحات في كشف طريقة المجرم في اختيار ضحاياه، بعدما اكتشف أن جميع الضحايا لهم صلة بالمتحري كوغورو موري. وفي أثناء تحقيق الشرطة العاصمة طوكيو في تلك الأحداث واشتهابهها بالمجرم موراكامي جيو الذي اعتقله كوغورو موري قبل 10 سنوات، تتذكر ران قصة إطلاق أبيها كوغورو موري على أمها إيري كيساكي وأصاب فخذها الأيسر، بعدما أخذ المجرم موراكامي جيو المحامية إيري كيساكي كرهينة، وقد تعرض كوغورو موري بعدها للمسائلة لعدم تمكنه من حماية الرهينة (إيري كيساكي) مما دفعه للخروج من سلك الشرطة. وكانت ران عندئذ في السابعة من عمرها معتقدة أن هذه الحادثة هي سبب انفصال الطرفين عن بعضهما البعض، وينتابها شعور بعدم الثقة من أبيها جراء ما حدث.
وبعدما أنقذ كونان الهدف العاشر من الموت، استطاع معرفة الهدف التاسع وحددوا موعداً للقاء في مطعم حديث الإنشاء يقع تحت البحر، ويدعوا السيد آساهي كاتسويوشي عدة أشخاص للمجيء للمطعم، فيكتشف كونان أنهم الأهداف المتبقية (الثامن لغاية الهدف الثاني) وهم؛ الهدف التاسع هو رجل الأعمال آساهي كاتسويوشي، الثامن متذوق النبيذ نبيذ ساواكي كوهي، الهدف السابع هي عارضة الأزياء أوساني نانا، الهدف السادس المصور الفوتوغرافي شيشيدو إيمي، الهدف الخامس هو كوغورو موري نفسه، الهدف الرابع هو بيتر فورد، الهدف الثالث هو المحقق شيراتوري نيزابورو، الهدف الثاني هو الكاتب نيشينا مينورو. ويبقى شخصية الهدف لغزاً حتى تكتشفه ران موري بنفسها أن الضحية الأولى هو صديقها منذ الطفولة كودو شينتشي.
بالرغم من معرفة الأهداف متسلسة إلا أن المجرم استطاع قتل كل من رجل الأعمال آساهي كاتسويوشي وعارضة الأزياء أوساني نانا. بعدها ينفجر المبنى بفعل المجرم ويندفع الماء إلى الداخل، حينها علقت قدم ران في سيارة موجودة داخل الفندق! فتم إنقاذها من قبل كونان وكوغورو موري؛ لكنها تبدو مرهقة وليست في حالتها الطبيعية بسبب الغرق. ومن ثم يسبح الجميع إلى مكان آمن، فيخدر كونان كوغورو موري ويبدأ في حل القضية وكشف القاتل، حينها يكون القاتل التسلسلي هو متذوق النبيذ نبيذ ساواكي كوهي، فتؤخذ ران كرهينة من قبل ساواكي، ويخطط ان يقتل شخصاً يدعى سوجي ثم يقتل ران وينتحر فيذهب بها إلى سطح المبنى الذي على وشك الانهيار! ولأنها مرهقة لم تستطع الإجهاز عليه بالكاراتيه. تم تجهيز طائرة هيليكوبتر من قبل ساواكي، ولكن هذا في لحظة وصول الشرطة وكونان وكوغورو موري. طلب ساواكي من كونان إعطاء المسدس إليه (والذي كان بحوزة الشرطة) ليضمن سلامة ران، استلم كونان المسدس الذي اُستخدم للإطلاق على ساق ران مما جعلها عبءًا ثقيلًا على ساواكي فسقطت منه ولم يستطع فعل أي شي وتم القبض عليه بحركة جودو من قبل كوغورو وهربوا من المبنى عن طريق الهيلكوبتر، ثم تدمر المبنى تمامًا.
هذا الفلم يشرح سبب تسريح كوغورو موري من الشرطة. ليعمل كـ متحرٍ خاص؛ حيث كان مجرم تحت الاستجواب من قبل موري وميغوري، لكنه هرب منهم وأمسك بـإيري كيساكي كرهينة، ليطلق موري على فخذ زوجته إيري بحيث لاتستطيع المشي ولايمكن استخدامها كرهينة وبعد ذلك تعرض للمساءلة والتحقيق مما تسبب في فصله كشرطي. ولكن سبب انفصال ايري كيساكي عن زوجها كوغورو كان ان فخذ ايري كانت تؤلمها ومع ذلك طبخت له طعاماً كعربون شكر على انقاذها ولكنه انتقد طعامها بشدة فانفصلا.

## فريق العمل
| الدور           | المؤدي الياباني | المؤدي العربي     |
| --------------- | --------------- | ----------------- |
| سينشي كودو      | كابيه ياماغتشي  | كامل نجمة         |
| كونان إيدوجاوا  | مينامي تاكاياما | آمال سعد الدين    |
| نانا كيوماتشي   | مايا أوكاموتو   | أميرة حذيفي       |
| سوكو سوزوكي     | ناوكو ماتسوي    | آمنة عمر          |
| جينتا كوجيما    | واتارو تاكاغي   | فاطمة سعد         |
| توغو موري       | كانيتو شيوزاوا  | مروان فرحات       |
| المفتش ميغوري   | تشافورين        | محمد خير أبو حسون |
| بيتر فورد       | آندي هوليفيلد   | محمد مصطفى        |
| كوهي ساواكي     | ريوسيه ناكاو    | رأفت بازو         |
| ران موري        | واكانا يامازاكي | سمر كوكش          |
| المحقق شيراتوري | كانيتو شيوزاوا  | يحيى الكفري       |
| إيومي يوشيدا    | يوكيكو إيواي    | أميرة حذيفي       |
| ميتسو تسوبورايا | إيكوي أوتاني    | رغدة الخطيب       |
| الدكتور أغاسا   | كينيتشي أوغاتا  | مروان فرحات       |

## طاقم العمل

### النسخة العربية
- الترجمة والإعداد: طالب الرفاعي
- التدقيق اللغوي: رمضان أيوب
- المكساج: سامر أبو عسلي
- المونتاج والتترات: محمد القزة
- المعالجة الإلكترونية: يونس غزال
- المتابعة المالية: محمد حسان مهنا، عبد القادر نبهان
- إدارة الإنتاج: رضوان حجازي
- إنتاج وتوزيع: أنيميشن إنترناشيونال
- تنفيذ الدوبلاج: مركز الزهرة
- الإشراف الفني: مأمون الرفاعي

## وصلات خارجية
- المحقق كونان: الهدف الرابع عشر على موقع IMDb (الإنجليزية)
- المحقق كونان: الهدف الرابع عشر على موقع نتفليكس (الإنجليزية)
- المحقق كونان: الهدف الرابع عشر على موقع ألو سيني (الفرنسية)
- المحقق كونان: الهدف الرابع عشر على موقع أول موفي (الإنجليزية)
- المحقق كونان: الهدف الرابع عشر على موقع فيلمافينيتي (الإسبانية)
- المحقق كونان: الهدف الرابع عشر على موقع قاعدة بيانات الفيلم (الإنجليزية)
- المحقق كونان: الهدف الرابع عشر على موقع ليتربوكسد (الإنجليزية)
- المحقق كونان: الهدف الرابع عشر على موقع كينوبويسك (الروسية)
- المحقق كونان: الهدف الرابع عشر على موقع ANN anime (الإنجليزية)

- الهدف الرابع عشر على قاعدة بيانات الأفلام على الإنترنت
- الهدف الرابع عشر في شبكة أخبار الأنمي